# Gamla Stugutjärnen
Gamla Stugutjärnen är en sjö i Mora kommun i Dalarna och ingår i Dalälvens huvudavrinningsområde.